# Азотноторов завод – Стара Загора
Азотноторовият завод „Агробиохим“ в Стара Загора е бивше промишлено предприятие за производство на азотни торове.

## История
През 1960 година Народна република България внася големи количества азотни торове от СССР, ГДР и Западна Германия, като същевременно изнася значително по-малки количества към други страни от Източния блок. В опит да подобри външнотърговския си баланс, през 1961 година страната спира вноса на азотни торове и става нетен износител, но това довежда до недостиг на торове в българското селско стопанство. За да се задоволи вътрешната необходимост от азотни торове, включително планираното увеличаване на употребата им от 32 килограма на хектар през 1960 г. до 80 килограма на хектар към 1965 г., е взето решение да се изгради нова мощност за производство на азотни торове. Старозагорският завод се очаква да играе и ключова роля в по-дългосрочна перспектива, тъй като се планира до 1980 година 60% от плодородните почви в страната да станат обработваеми земи за поливно земеделие, където азотните торове са най-полезни.
Планираната инвестиция в завода е на стойност 90 милиона щатски долара. Една трета от оборудването е осигурена от България, останалата част – главно от СССР, а малка част от оборудването доставя ГДР. Съветската помощ за проекта включва и предоставяне на чертежи и планове на комплекса, както и технически специалисти за изграждането му. Основната очаквана полза от предприятието е да задоволи вътрешните нужди от азотни торове, да позволи износ, както и да осигури работа на 2800 души. От гледна точка на работната ръка, предприятието се е очаквало да даде работа на 8% от промишлените работници в Старозагорски окръг, както и 12% от общата маса работници в химическата промишленост на НРБ; заводът по това време е един от десетте най-големи азотноторови заводи в света.
На 26 април 1963 година предприятието започва работа.

## Производствени мощности и технологии
През 70-те и 80-те години на XX век, „Агробиохим“ разширява своите производствени мощности и внедрява нови технологии, които увеличават капацитета и ефективността на производството. Заводът използва модерни за времето си методи за синтез на амоняк и азотни съединения, което му позволява да покрие нарастващите нужди на селското стопанство в България и да изнася продукция за други социалистически държави.

## Икономическо значение
В пика на своето развитие, „Агробиохим“ е един от най-големите работодатели в региона на Стара Загора, осигурявайки работа на хиляди хора. Продуктите на завода играят ключова роля в поддръжката на земеделието, като значително повишават добивите и качеството на селскостопанската продукция в страната.

## Закриване
След построяването си, старозагорският завод, заедно с Химическия комбинат в Димитровград, става основен доставчик на торове за българския пазар, както и други икономики в Съвета за икономическа взаимопомощ. След разпадането на социалистическия блок, предприятието успява да намери външни пазари и изнася 80% от продукцията си. Предприятието е с положителни финансови резултати и успешно реализира продукция в Западна Европа, Африка и Близкия изток до 1997 година, когато започва да регистрира загуби от 1,2 милиона лева месечно.
Според тогавашния заместник изпълнителен директор на предприятето, причината за това е съчетанието от конкуренцията на заводи в Украйна и Русия, които продават на дъмпингови цени, с общия глобален спад в цените на торовете. Според други бивши ръководни служители на предприятието обаче, заводът е ликвидиран умишлено за сметка на Неохим, където има интереси тогавашният депутат от СДС Христо Бисеров. Дружеството бързо натрупва дългове, които достигат до 92 милиона лева, което води до обявяването му в неплатежоспособност на 28 февруари 2008 година след искане на най-големия кредитор – Булгаргаз. След разпродаването на активите, синдиците събират едва 3,3 милиона лева.

## Бомбоубежище
Към завода е построено и противоатомно бомбоубежище. То е създадено при построяване на завода и е в състояние да приюти 2500 души – колкото са били работниците в предприятието. Оборудвано е със стаи, лечебница, складово помещение, тоалетни, бани, команден пункт, собствено аварийно електрозахранване и водоизточник, и филтрационни системи. Убежището се поддържа в изправно състояние от частна фирма.

## Екологични последици
След закриването на завода, остава въпросът за справянето с екологичните последици от дейността му, включително замърсяване на почвите и водите в района на Стара Загора. През последните години са предприети стъпки за почистване и рехабилитация на засегнатите територии, но въздействието на производствената дейност на „Агробиохим“ продължава да бъде обект на внимание от страна на екологичните организации и местната общност.